# Usui Yoshito
Usui Yoshito (臼井 儀人 (Cữu Tĩnh Nghi Nhân) 21 tháng 4 năm 1958 – 11 tháng 9 năm 2009) là một hoa sĩ truyện tranh người Nhật, tác giả của bộ truyện tranh nổi tiếng Shin - cậu bé bút chì. Ông sinh ra ở thành phố Shizuoka, tỉnh Shizuoka, Nhật Bản.

## Đời sống cá nhân
Năm 1977, ông tốt nghiệp trường trung học kĩ thuật Saitama Kasukabe. Sau khi tốt nghiệp, ông nhập học tại một trường cao đẳng bán thời gian liên quan đến ngành thiết kế nhưng sau đó thì bỏ học. Vào năm 1979, ông tham gia vào một công ty quảng cáo có tên là POP Advertising. Ông ra mắt công chúng với tư cách là một họa sĩ vẽ tranh vào năm 1987 khi tạp chí Weekly Manga Action bắt đầu đăng tải series truyện tranh Darakuya Store Monogatari của ông.
Vào tháng 8/1990, bộ truyện tranh Shin - cậu bé bút chì của ông bắt đầu được đăng tải trên tạp chí Weekly Manga Action, bộ truyện này ban đầu là một spin-off của nhân vật Shinnosuke Nikaido (二階堂信之介) từ truyện tranh Darakuya Store Monogatari. Một sê-ri phim hoạt hình dựa trên truyện tranh đã được bắt đầu thực hiện vào năm 1992. Và sau khi ra mắt vào năm 1993, bộ phim đã tạo ra một cơn sốt mang tên Shin - cậu bé bút chì. Một năm sau kể từ 1995, loạt truyện tranh Super Shufu Tsukimi-San của Usui đã được đăng tải trên tạp chí Manga Life.
Ông và vợ mình có hai người con gái; cả hai đều đã rời khỏi gia đình tại thời điểm Usui chết.

## Cái chết

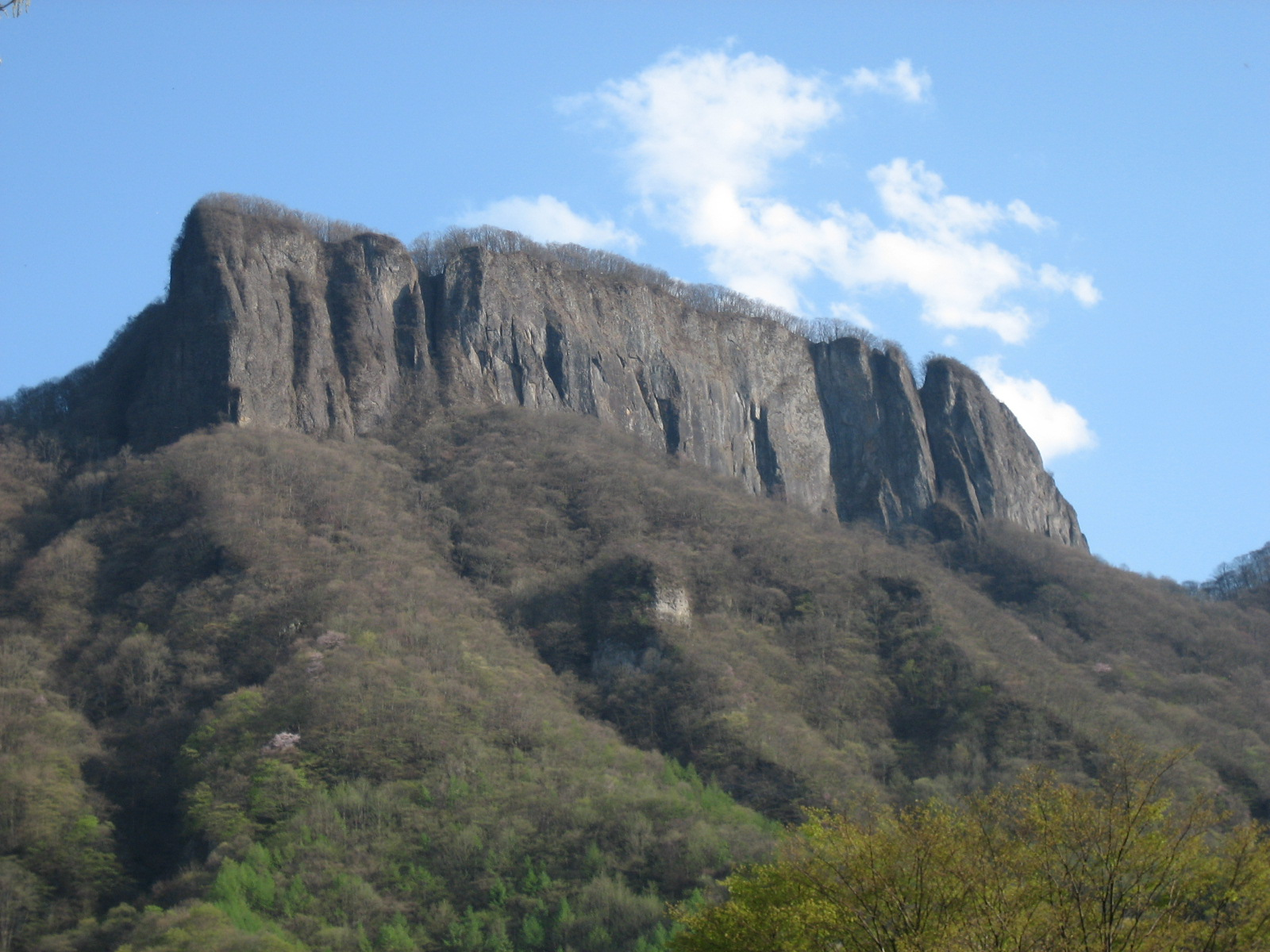
Núi Arafune, Nơi thi thể Usui được tìm thấy.

Tháng 9 năm 2009, gia đình Usui thông báo rằng ông đã bị mất tích sau khi Usui không trở về sau một chuyến đi bộ đường dài gần tỉnh Gunma. Vào ngày 19 tháng 9  năm 2009, một thi thể với bộ quần áo có những đặc điểm trùng khớp với mô tả trong báo cáo của gia đình Usui đã được tìm thấy bên dưới một vách đá tại ngọn núi Arafune ở tỉnh Gunma. Thi thể đã được xác nhận là của Usui thông qua hồ sơ nha khoa và gia đình nạn nhân vào ngày hôm sau. Máy ảnh của ông đã được phục hồi và bức ảnh cuối cùng được chụp từ vách đá.
Tang lễ của ông được tổ chức vào ngày 23 tháng 9 tại một dịch vụ tư nhân.
Tranh cãi nảy sinh khi giới truyền thông Trung Quốc đăng tải sai hình ảnh của Usui Yoshito khi đưa tin về cái chết của ông. Hình ảnh được đăng tải là của họa sĩ người Nhật Kuroda Seitarō (黒田征太郎) - một người còn sống. Kuroda Seitarō đã từng chụp hình chung với Usui Yoshito một lần; điều này gây ra sự nhầm lẫn vì Usui không có nhiều hình ảnh trên web.

## Sự nghiệp
- 1985 - Darakuya Store Monogatari (だらくやストア物語, Darakuya Sutoa Monogatari)
- 1990 - Office Lady Gumi (おーえるグミ, Ōeru Gumi)
- 1990 - Shin - cậu bé bút chì (クレヨンしんちゃん, Kureyon Shin-chan)
- 1992 - Unbalance Zone (あんBaらんすゾーン, Anbaransu Zōn)
- 1992 - Super Shufu Tsukimi-san (スーパー主婦月美さん)
- 1992 - Scramble Egg (すくらんぶるえっぐ, Sukuramburu Eggu
- 1992 - Kabushiki-gaisha Kurubushi Sangyō 24-ji ((株)くるぶし産業24時)
- 1993 - Usui Yoshito no Motto: Hiraki Naotchau zo! (臼井儀人のもっと ひらきなおっちゃうぞ!)
- 1993 - Hiraki Naotchau zo! (ひらきなおっちゃうぞ!)
- 1993 - Super Mix (すぅぱあ・みっくす, Supā Mikkusu)
- 1993 - Mix Connection (みっくす・こねくしょん, Mikkusu Konekushon)
- 1994 - Usui Yoshito no Buchikama Theater (臼井儀人のぶちかまシアター, Usui Yoshito no Buchikama Shiatā)
- 1998 - Atashira Haken Queen (あたしら派遣クイーン, Atashira Haken Kuīn)
- 2000 - Usui Yoshito Connection (臼井儀人こねくしょん, Usui Yoshito Konekushon)
- 2002 - Shiwayose Haken Gaisha K.K. (しわよせ派遣会社 (株))
- 2008 - Crayon Shin-chan: Chō arashi o yobu -Kinpoko no yūsha (映画クレヨンしんちゃんちょー嵐を呼ぶ金矛(キンポコ)の勇者)